# Сикандар-шах Лоди
Сикандар-шах II Лоди (? — 21 ноября 1517) — султан Дели из пуштунской династии Лоди в 1489—1517 годах.

## Биография
Принадлежал к династии Лоди. При рождении получил имя Низам-хан. Унаследовал трон после смерти своего отца Бахлул-хана в 1489 году. При восхождении на трон сменил имя на Сикандар-шах (восточный вариант имени Александр). В том же году независимым властителем объявил себя старший брат султана — Барбак-шах, захвативший Джаунпур. Однако Сикандар довольно быстро подавил это восстание, а затем посадил пойманного брата в тюрьму.
Однако ещё некоторое время султану пришось бороться против джанпурских заминдари (феодалов) во главе с Хусейн-шахом Шарки. Наконец, противники Сикандара потерпели поражение. Воспользовавшись этой ситуацией, султан захватил также Бихар. Однако его попытка присоединить к своим владениям Бенгалию оказалась неудачной.
В результате активных действий султана на значительной территории была признана власть Дели, укрощены афганские феодалы, улучшены фискальная и налоговая ситуации, что способствовало наполнению султанской казны. Одновременно Сикандар способствовал развитию торговли, при этом отменив пошлины и налоги на зерно.
В 1503 году по приказу Лоди начались работы по возведению большого города, который в дальнейшем получил название Агра. Он собирался сделать её своей столицей. Однако в 1505 году Агру почти полностью разрушило мощное землетрясение.

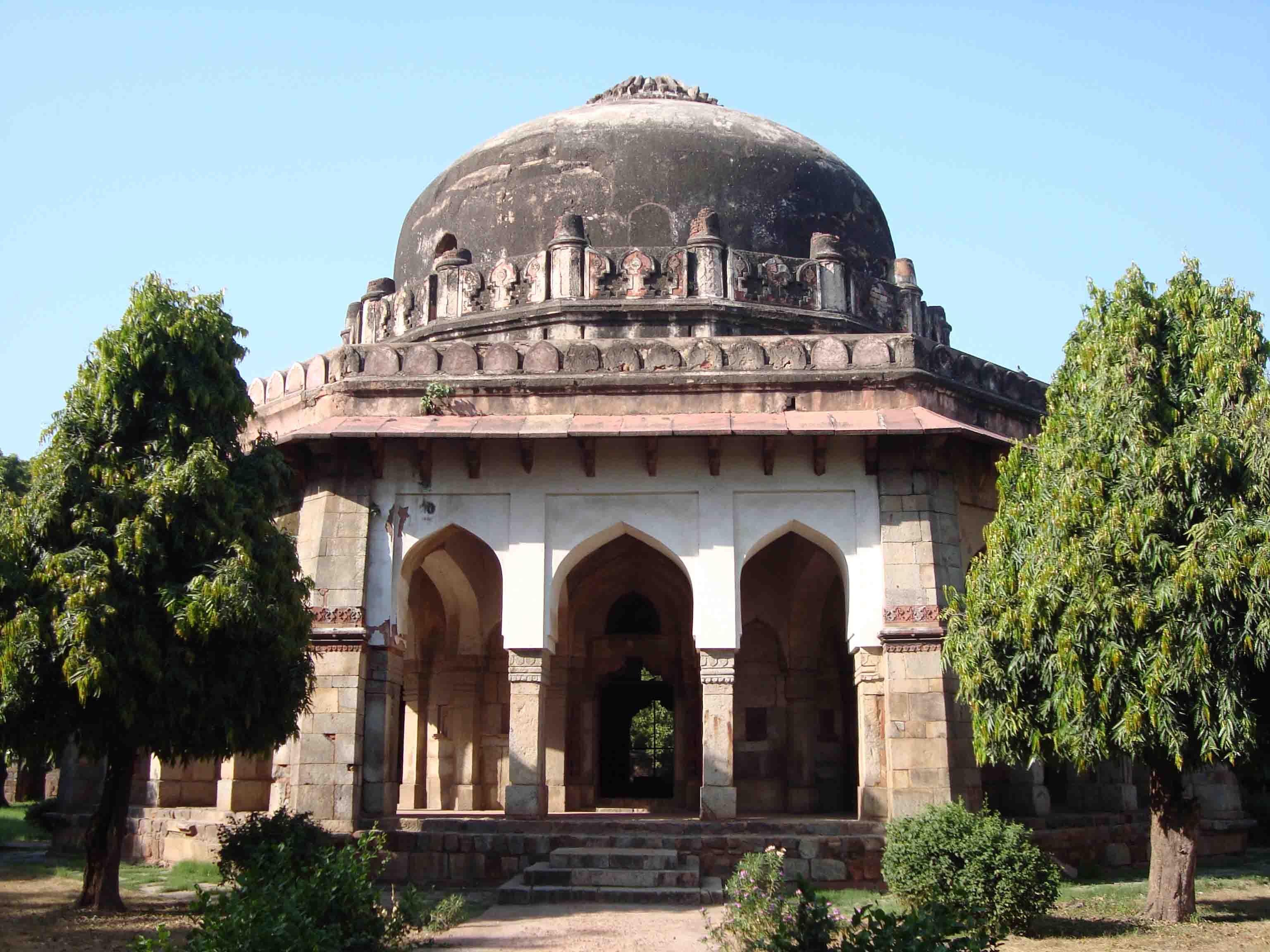
Гробница Сикандар-шаха Лоди

В последние годы Сикандар воевал с раджпутским кланом Томар, который сумел частично одолеть незадолго до своей смерти.
Сикандар Лоди заботился только об интересах мусульман, преследуя религию индусов и разрушая языческие храмы.

## Культура
Был покровителем науки и литературы. При его дворе жили поэты, учёные, переводчики, литераторы. Он приказал перевести на фарси санскритские труды по медицине. По его приказу фарси стал официальным языком для составления финансовых документов. Он сам был талантливым поэтом, автором небольших стихотворений на персидском языке.